# Васильевка (Северо-Казахстанская область)
Васильевка (каз. Васильевка) — упразднённое село в районе Магжана Жумабаева Северо-Казахстанской области Казахстана. Входило в состав Конюховского сельского округа. Исключено из учётных данных решением Северо-Казахстанского облисполкома в 1985 году.